# Henryk III Podiebradowicz
Henryk III Podiebradowicz, czeski Jindřich III Minstrbersko-Olešnický, niem. Heinrich III. von Münsterberg-Oels (ur. 29 kwietnia 1542 w Oleśnicy; zm. 10  kwietnia 1587 tamże) – książę ziębicki i oleśnicki z dynastii Podiebradów.